# Afke's tiental

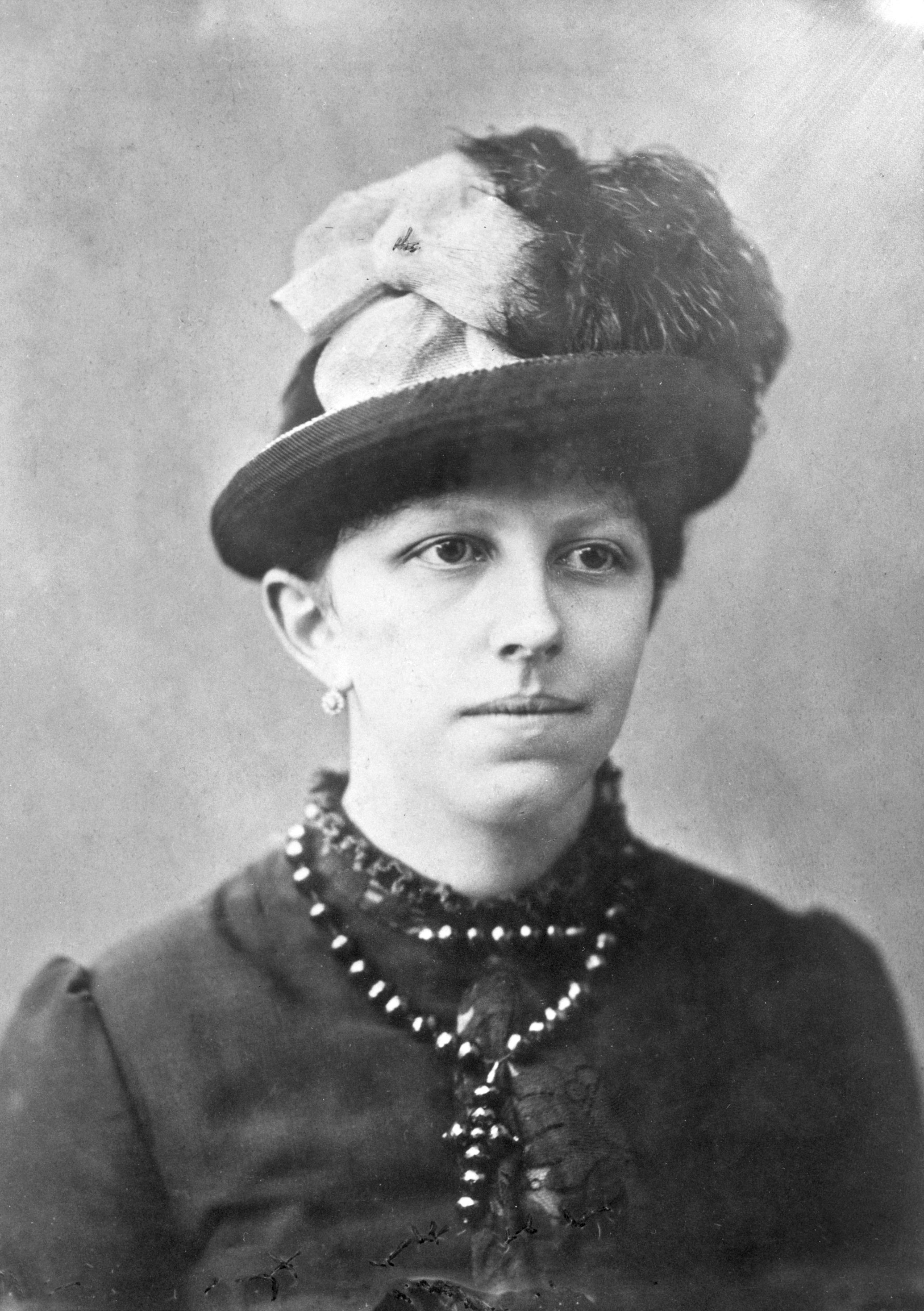
Nynke van Hichtum, auteur van Afke's tiental

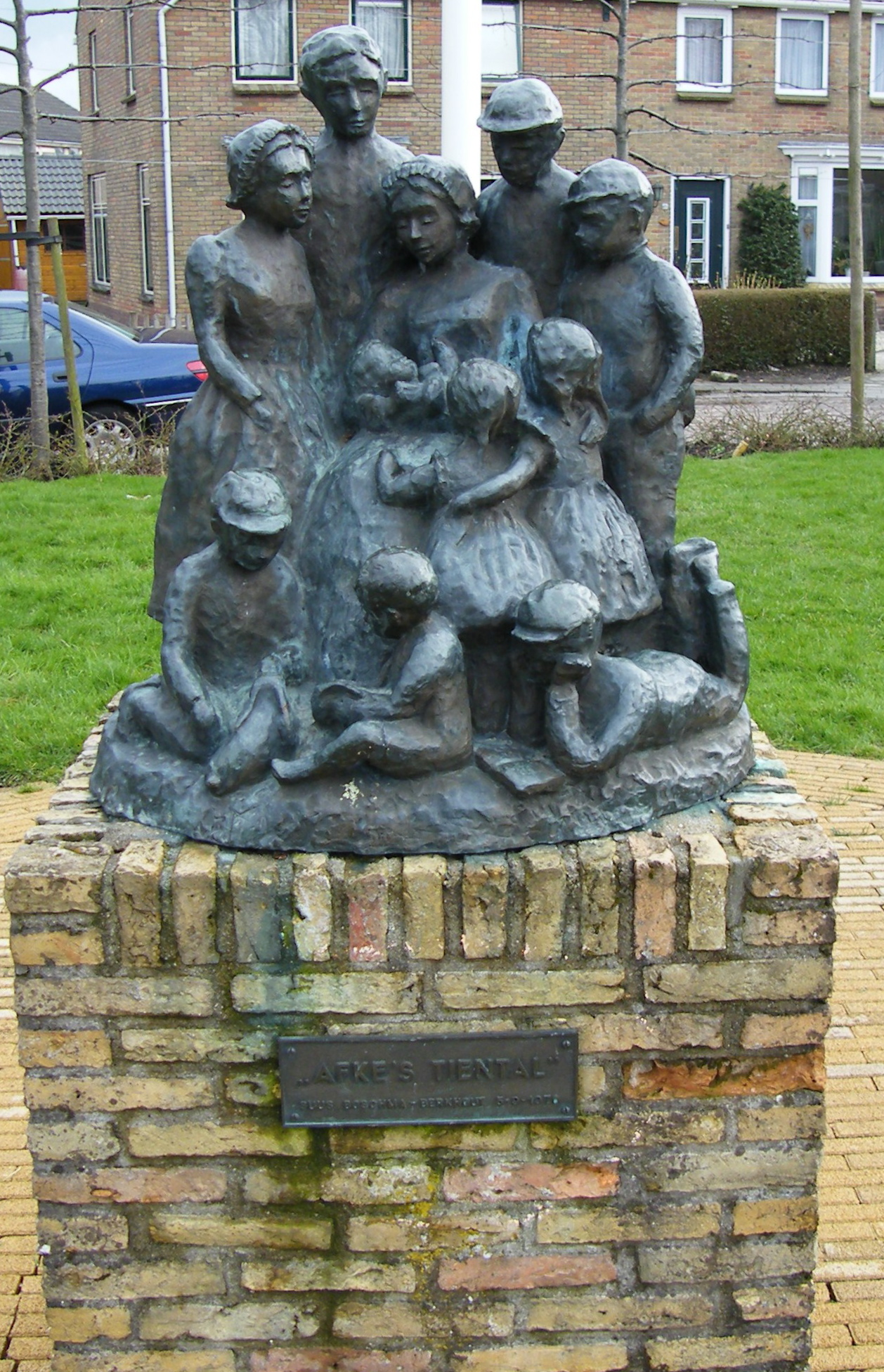
Afke's tiental in Wergea (door Suze Boschma-Berkhout, 1970)

Afke's tiental is een jeugdboek uit 1903, geschreven door Nienke van Hichtum (pseudoniem van Sjoukje Maria Diderika Troelstra-Bokma de Boer, 1860-1939). De illustraties zijn gemaakt door Cornelis Jetses en Johan Herman Isings. Het is het verhaal over een arm gezin met tien kleine kinderen, dat aan het einde van de 19e eeuw op het Friese platteland leefde. Door de zorgzaamheid van moeder Afke werd het een gelukkig gezin, waarin men veel voor elkaar over had.

## Hoofdpersonen
Moeder Afke, vader Marten, Watse (de oudste zoon, 18 jaar), Wiepkje (de oudste dochter, 16 jaar), Eeltje (14 jaar), Jouke (12 jaar), Klaas (10 jaar), Jetse (8 jaar), Boukje (6 jaar), Sietske (4 jaar), Wiebe (peuter) en Sipke (baby). Andere voorkomende personen zijn Saapke (baker) en Ate Jetske (buurvrouw).

## Verhaal
Afke, de moeder van een arm gezin, is net bevallen van haar tiende kind. Ze heeft grote moeite om het hele gezin te onderhouden en daarom moeten de vader en Eeltje en Jouke voortdurend bijspringen. Doordat het midden in de winter is en er in huis geen verwarming is, is het vaak erg koud. Afkes oudste dochter Wiepkje, die in Leeuwarden als dienstmeisje werkt, besluit haar moeder wat te ontlasten door Boukje en Sietske een paar weken mee uit logeren te nemen bij haar werkgeefster, maar de kinderen lopen weg en verdwalen in de stad. Inmiddels maken de andere kinderen ook van alles mee, onder meer met de veldwachter. In het voorjaar krijgt Watse, de oudste zoon die in het leger is, dienstverlof en keert terug naar de rest van het gezin.

## Achtergronden
Het verhaal is gebaseerd op het leven van Harmke Feenstra-Tuinstra uit het dorp Warga. Haar dochter was dienstmeisje bij Nienke van Hichtum.
Het boek werd voor het eerst uitgegeven als deel 2 van de 'Geïllustreerde Bibliotheek voor Jongens en Meisjes' bij uitgever J.B. Wolters in 1903. In 1906 werd deze hele boekenreeks overgenomen door de in kinderboeken gespecialiseerde uitgeverij P. Kluitman. Een jaar later verscheen de tweede druk. Pas toen werd het boek populair bij het grote publiek.

## Varia
- In het boek worden enkele verhalen naverteld uit de Japik Ingberts-cyclus, een 19e-eeuwse Friese legende over een dief die in de 18e eeuw leefde.[1]

- Van het boek verscheen in 1957 een Friese vertaling van T. Eisenga-De Groot onder de titel De tsien fan Martens Afke.

- Het verhaal is in de jaren '90 door Dick Matena bewerkt tot strip.[2]